# We Can
We Can es el segundo EP del grupo femenino de Corea del Sur Weeekly. Fue lanzado el 13 de octubre de 2020 por Play M Entertainment y distribuido por Kakao M. El álbum contiene cinco pistas, incluyendo su sencillo principal titulado «Zig Zag».

## Antecedentes y lanzamiento
El 21 de septiembre de 2020, Play M Entertainment lanzó una foto como adelanto y anunció que Weeekly tendría un nuevo lanzamiento musical con su segundo EP bajo el título de We Can.
El 25 de septiembre, se lanzó la primera serie de fotos conceptuales para We Can. El 29 de septiembre fueron publicadas una segunda serie de fotos conceptuales para el nuevo álbum. Seis días después, el 5 de octubre, se lanzó la lista de canciones de We Can, donde se reveló que su sencillo principal llevaría por título «Zig Zag».
El 7 de octubre de 2020 se publicó un breve adelanto de las cinco canciones que formarían parte de We Can, donde se reveló que la miembro Jiyoon tuvo participación en la escritura de las pistas «My Earth» y «Weeekly». El 9 de octubre se lanzó el teaser del vídeo musical de «Zig Zag», mientras que el 13 de octubre se publicó definitivamente We Can junto al vídeo musical de «Zig Zag».

## Promoción
El mismo día del lanzamiento del EP, el 13 de octubre de 2020 el grupo realizó una exhibición especial para los medios de comunicación. La semana siguiente, Weeekly promocionó su nuevo sencillo «Zig Zag» en los programas M! Countdown de Mnet, Simply K-Pop de Arirang TV, Music Bank de KBS2, Show! Music Core, Inkigayo del canal Seoul Broadcasting System y The Show de SBS MTV.

## Lista de canciones
| CD / Descarga digital |                            |                    |                                                                              |                                                                 |          |  |
| N.º                   | Título                     | Letras             | Música                                                                       | Arreglos                                                        | Duración |  |
| 1.                    | «Unnie (언니)»             | Lee Seu-ran        | VINCENZO, Fuxxy, Any Masingga, Anna Timgren                                  | VINCENZO, Fuxxy                                                 | 3:13     |  |
| 2.                    | «My Earth»                 | Jiyoon             | Jiyoon, BlueRhythm                                                           | BlueRhythm                                                      | 3:19     |  |
| 3.                    | «Zig Zag»                  | Lee Seu-ran, danke | Moon Kim (153/Joombas), STAINBOYS, Kim Jeong-woo                             | STAINBOYS                                                       | 3:17     |  |
| 4.                    | «Top Secret (몰래몰래)»    | Lee Seu-ran        | Peter Wallevik, Daniel Davidsen, Sam Hockings, Dawn Elektra                  | PhD                                                             | 3:07     |  |
| 5.                    | «Weeekly (월화수목금토일)» | Jiyoon             | Kim Chang-rak (AIMING), Kim Su-bin (AIMING), Jo Se-hee (AIMING), Forever Noh | Kim Su-bin (AIMING), Jo Se-hee (AIMING), Chae Gang-hae (AIMING) | 3:01     |  |
| 16:07                 |                            |                    |                                                                              |                                                                 |          |  |

## Posicionamiento en listas
| Lista (2020)                     | Mejor posición |
| -------------------------------- | -------------- |
| Corea del Sur (Gaon Album Chart) | 10             |

| Lista (2020)                     | Mejor posición |
| -------------------------------- | -------------- |
| Corea del Sur (Gaon Album Chart) | 24             |

## Historial de lanzamiento
| País          | Fecha                 | Formato                         | Sello                         |
| ------------- | --------------------- | ------------------------------- | ----------------------------- |
| Corea del Sur | 13 de octubre de 2020 | CD, descarga digital, streaming | Play M Entertainment, Kakao M |